# Ріплі (Оклахома)
Ріплі (англ. Ripley) — місто (англ. town) в США, в окрузі Пейн штату Оклахома. Населення — 346 осіб (2020).

## Географія
Ріплі розташоване за координатами 36°1′1″ пн. ш. 96°54′17″ зх. д. / 36.01694° пн. ш. 96.90472° зх. д. (36.016815, -96.904627).  За даними Бюро перепису населення США в 2010 році місто мало площу 0,98 км², уся площа — суходіл.

## Демографія
Згідно з переписом 2010 року, у місті мешкали 403 особи в 149 домогосподарствах у складі 104 родин. Густота населення становила 412 особи/км².  Було 175 помешкань (179/км²).
Расовий склад населення:
| - 88,8 % — білих - 4,2 % — корінних американців - 1,0 % — чорних або афроамериканців |

До двох чи більше рас належало 5,2 %. Частка іспаномовних становила 3,5 % від усіх жителів.
За віковим діапазоном населення розподілялося таким чином: 29,3 % — особи молодші 18 років, 59,3 % — особи у віці 18—64 років, 11,4 % — особи у віці 65 років та старші. Медіана віку мешканця становила 35,4 року. На 100 осіб жіночої статі у місті припадало 95,6 чоловіків;  на 100 жінок у віці від 18 років та старших — 90,0 чоловіків також старших 18 років.
Середній дохід на одне домашнє господарство  становив 42 657 доларів США (медіана — 31 875), а середній дохід на одну сім'ю — 52 027 доларів (медіана — 50 625). Медіана доходів становила 35 313 долари для чоловіків та 33 250 доларів для жінок. За межею бідності перебувало 17,1 % осіб, у тому числі 23,8 % дітей у віці до 18 років та 3,8 % осіб у віці 65 років та старших.
Цивільне працевлаштоване населення становило 145 осіб. Основні галузі зайнятості: освіта, охорона здоров'я та соціальна допомога — 35,9 %, будівництво — 13,1 %, мистецтво, розваги та відпочинок — 11,0 %.